# 西尾希美
西尾 希美（にしお のぞみ、2007年〈平成19年〉12月17日 - ）は、日本のグラビアアイドル。芸能事務所エーライツ所属。茨城県鹿嶋市出身。アイドルユニット『iRiNE』のメンバー。

## 経歴
2017年、小学3年生の時に、南希美名義でアイドルグループ『スリジエ』に最年少メンバーとして合格し、芸能界デビュー。その後、スリジエ候補生:フラワー → スリジエ（虹組） → スリジエ（月組）に所属となる。
2021年7月23日、学業専念を理由にスリジエを卒業。
2023年8月29日に行われた、ミスマガジン2023グランプリ発表イベントにて、ミス週刊少年マガジンに選ばれる。
9月4日の週刊ヤングマガジン40号にて初グラビアを披露した。
2025年6月15日、アニソンシンガーである結城アイラプロデュースのアイドルユニット『iRiNE』のメンバーとしてデビュー。

## 人物
趣味は映画・ドラマ・アニメ鑑賞、音楽鑑賞、岩盤浴。
特技はダンス、料理、耳を動かすこと。

## 出演

### 映画
- 代々木ジョニーの憂鬱な放課後（2025年公開予定）[7] - 名波 役

### 舞台
- KAIGYAC STAGE『7月の邂逅』（2024年7月26日 - 29日、千歳船橋APOCシアター）[8] - 鮎川沙羅 役

### ドラマ
- 「しながわミステリークラブ」（2024年3月28日公開、YouTube）[動画 1][9] - 寛子 役
- 「【推しの子】」第3話（2024年11月28日公開、Prime Video） - あかねの同級生 役
- 「手紙をかくよ」（2025年1月31日,2月7日,2月14日公開、TikTok）[10] - 主演・りり 役

### MV
- こはならむ「ひとりじゃないんだ」（2024年5月6日公開）[動画 2]

### ラジオ
- #ラジオのら（2023年6月 - 2024年12月、stand.fm）
- 講談社 presents ミスマガ放課後RADIO!（2023年9月7日 - 2024年8月15日、渋谷クロスFM）[11] - ミスマガジン2023

### イベント
- ミスマガジン2023ベスト16お披露目イベント（2023年5月9日、都内某所）[12] - ミスマガジン2023ベスト16
- ミスマガジン2023グランプリ発表イベント（2023年8月29日、都内某所）[13] - ミスマガジン2023
- #ラジオのら - SPECIAL EVENT SUMMER 2023 -（2023年8月31日、TIME SHARING 渋谷神南3A）
- #ラジオのら - SPECIAL EVENT VALENTINE 2024 -（2024年2月15日、TIME SHARING 渋谷ワールド宇田川ビル 9A）
- ミスマガジン2024ベスト16お披露目イベント（2024年5月14日、都内某所）[14] - ミスマガジン2023,ミスマガジン2024ベスト16
- 西尾希美ソロイベント（2024年6月22日、サンフォレスト神南MORITAビル1階）
- #ラジオのら - 放送200回記念SPトークイベント -（2024年6月30日、TIME SHARING 渋谷東口 渋谷TRビル2F）
- 「さよならエリュマントス」Blu-ray発売記念 ＆「代々木ジョニーの憂鬱な放課後」クランクイン直前 トークライブ feat.ミスマガジン2022-2023（2024年8月15日、Loft9 Shibuya）[15] - ミスマガジン2022,ミスマガジン2023
- ミスマガジン2024グランプリ発表イベント（2024年8月28日、都内某所）[16] - ミスマガジン2023,ミスマガジン2024
- #ラジオのら - SPトークイベント2024 Summer -（2024年9月7日、TIME SHARING 渋谷東口 渋谷TRビル2F）
- A-LIGHT Presents 〜お月見トーク&ライブイベント〜（2024年10月6日、原宿ストロボカフェ）
- 「違う惑星の変な恋人」Blu-ray発売記念 ＆「代々木ジョニーの憂鬱な放課後」クランクアップ記念イベント Night Falls On KCU #1（2024年10月15日、Loft9 Shibuya）[17] - ミスマガジン2023
- #ラジオのら - HALLOWEEN PARTY 2024 -（2024年10月27日、TIME SHARING 渋谷東口 渋谷TRビル2F）
- #ラジオのら - CHRISTMAS PARTY 2024 -（2024年12月21日、TIME SHARING 新宿御苑 東弥ビル5F）
- 「代々木ジョニーの憂鬱な放課後」クラウドファンディング支援者向け完成披露試写（2025年1月26日、ユーロライブ） - ミスマガジン2023
- Valentine Event（2025年2月17日、PARLOUR「SPIRAL」）

### その他
- 「GOKKO ACTING LABO」第7期卒業生[18][19]

## 作品

### 雑誌
- 週刊ヤングマガジン（講談社）
  - 2023年24号（2023年5月15日、撮影：大藪達也）[20] - 表紙・ミスマガジン2023ベスト16
  - 2023年25号（2023年5月22日、撮影：大藪達也）[21] - ミスマガジン2023ベスト16
  - 2023年40号（2023年9月4日、撮影：藤本和典,カノウリョウマ）[22] - 表紙・巻頭・ミスマガジン2023
  - 2023年41号（2023年9月11日、撮影：藤本和典,カノウリョウマ） - ミスマガジン2023
  - 2024年4・5号（2023年12月25日、撮影：LUCKMAN）[23] - 表紙・巻頭・ミスマガジン2023
  - 2024年8号（2024年1月22日、撮影：高橋慶佑）[24] - 表紙・巻頭・松田実桜、西尾希美
  - 2024年36・37号（2024年8月5日、撮影：Takeo Dec.）[25] - 表紙・巻頭・ミスマガジン2023
  - 2025年2・3号（2024年12月9日、撮影：岡本武志）[26][27] - ミスマガジン2023

- 月刊ヤングマガジン（講談社） 
  - 2023年10月6日号増刊（2023年9月20日、撮影：藤本和典,カノウリョウマ）[28] - 表紙・巻頭・ミスマガジン2023
  - 2024年5月6日号増刊（2024年4月19日、撮影：高橋慶佑）[29] - 表紙・巻頭・松田実桜、西尾希美
  - 2025年1月6日号増刊（2024年12月20日、撮影：Takeo Dec.） - 特別付録DVDのみ・ミスマガジン2023

### デジタル写真集
- ヤンマガデジタル写真集 ヤンマガアザーっす！（講談社）
  - ミスマガジン2023 1&2 ＜YM2023年40号・41号未公開カット＞（2023年11月3日、撮影：藤本和典,カノウリョウマ）[30] - ミスマガジン2023
  - ミスマガジン2023 ＜YM2024年4/5号未公開カット＞（2024年2月2日、撮影：LUCKMAN）[31] - ミスマガジン2023
  - 松田実桜 西尾希美（ミスマガジン2023） ＜YM2024年8号未公開カット＞（2024年3月1日、撮影：高橋慶佑）[32] - 松田実桜,西尾希美
  - ミスマガジン2023 ＜YM2024年36/37号未公開カット＞（2024年10月18日、撮影：Takeo Dec.）[33] - ミスマガジン2023
  - 松田実桜 西尾希美 山本杏 花城奈央 ＜YM2025年2/3号未公開カット＞（2025年2月28日、撮影：岡本武志）[34] - 松田実桜,西尾希美,山本杏,花城奈央

- ヤンマガデジタル写真集 ミスマガのアソビバ！（講談社）
  - 西尾希美 ミスマガジン2023ソログラビアSP！3（2023年12月29日、撮影：藤本和典,カノウリョウマ）[35]
  - 西尾希美 ミスマガジン2023×芸術（2024年1月12日、撮影：岡本武志）[36]
  - 西尾希美 もしミスマガがメイドだったら!?（2024年2月9日、撮影：桑島智輝）[37]
  - 西尾希美 ミスマガのメンバーがフィットネスに挑戦！（2024年3月15日、撮影：西村康）[38]
  - 西尾希美 レトログラビア（2024年5月3日、撮影：岡本武志）[39]
  - 西尾希美 「スパイ&アサシン」（2024年6月14日、撮影：まくらあさみ）[40]
  - 西尾希美 雨の日の過ごし方（2024年8月2日、撮影：高橋慶佑）[41]
  - 西尾希美 なつやすみ！（2024年9月6日、撮影：U-YA）[42]
  - 西尾希美 2023未公開傑作選SP！（2024年10月4日、撮影：岡本武志、西村康、U-YA、高橋慶佑、まくらあさみ、桑島智輝）[43]

### 楽曲
- 『DanDanキラリ』（2024年5月14日、作詞：カイザー恵理菜、作曲：吉岡大地、編曲：井尻希樹（agehasprings Party））[44] - ミスマガジン2023

### 動画
1. ↑  しながわミステリークラブ　３／３ - YouTube（2024年3月28日公開）2024年10月5日閲覧。
2. ↑  こはならむ「ひとりじゃないんだ」Official Music Video - YouTube（2024年5月6日公開）2024年10月5日閲覧。